# Aphis lhasartemisiae
Aphis lhasartemisiae är en insektsart. Aphis lhasartemisiae ingår i släktet Aphis och familjen långrörsbladlöss. Inga underarter finns listade i Catalogue of Life.